# Rue Stappers
La rue Stappers est une artère liégeoise qui va de la rue des Vennes au boulevard Émile de Laveleye, dans le quartier des Vennes.

## Historique
La rue a été créée au début du XXe siècle lors des importants travaux d'aménagement de la rive droite de la Meuse, pour l'organisation de l'exposition universelle de 1905.

## Odonymie
La rue rend hommage à Adolphe Stappers (1823-1866), auteur dramatique wallon.

## Description
La rue plate et rectiligne d'une longueur d'environ 95 m possède une trentaine immeubles d'habitation assez homogènes par leurs proportions ainsi que par leur période de construction entre le début du XXe siècle et les années 1930.

## Voies adjacentes
- Rue des Vennes
- Boulevard Émile de Laveleye

## Architecture et urbanisme
Parmi les immeubles de la rue, deux sont représentatifs des styles en vogue durant le premier tiers du XXe siècle : l'Art nouveau et l'Art déco :
- la maison située au no 3 a été réalisée en 1907 d'après les plans de l'architecte G. Genot dans le style Art nouveau. Cet immeuble asymétrique de deux travées et de trois niveaux sur la travée de gauche possède un bow window sur consoles en pierre et trois baies vitrées aux arcs légèrement brisés. Le rez-de-chaussée est bâti en moellons de grès surmontés de quatre rangées de pierres calcaires équarries. Les étages sont réalisés en brique avec bandeaux en pierre calcaire. La travée de gauche est surmontée par deux pilastres et celle de droite se termine sous une importante corniche concave[2].
- l'imposante façade géométrique de l'entrepôt sis au no 19 s'apparente au style Art déco par son ornementation et ses volumes, particulièrement l'encadrement de la grande baie centrale du premier étage.